# Interregno (Irlanda)
A Irlanda durante o Interregno (1649-1660) estende-se sobre o período da execução de Carlos I até a restauração da monarquia sob Carlos II em 1660.

## História
A vida, tanto para os católicos irlandeses como para os católicos ingleses na Irlanda tornou-se cada vez mais difícil sob o governo de Cromwell, que continua a ser uma figura desprezada na Irlanda até hoje. 
A extensa campanha de varredura de Cromwell na Irlanda teve início em agosto de 1649, continuando até meados de 1653, mesmo após sua partida em maio de 1650. A população católica irlandesa sofreu um devastador golpe, com aproximadamente um terço dela perecendo ou sendo forçada ao exílio devido aos horrores da guerra, fome e peste, amplamente atribuídos às táticas de terra arrasada empregadas pelas forças parlamentares. Muitos prisioneiros de guerra irlandeses foram vendidos como trabalhadores contratados nas Índias Ocidentais, enquanto uma quantidade significativa de terras pertencentes à classe proprietária católica foi confiscada. Terras irlandesas tomadas foram distribuídas a milhares de soldados do Novo Exército Modelo e credores do Parlamento. Aqueles proprietários de terras católicos que, embora inocentes de qualquer rebelião contra o Parlamento, não demonstraram "bom afeto constante", também tiveram suas terras confiscadas e foram obrigados a se mudar para Connacht, onde as condições de solo eram mais desafiadoras.
A prática do catolicismo foi proibida e muitos dos soldados/colonos acabaram por criaram comunidades religiosas dissidentes, como os Quakers ou os Baptistas, sob a protecção das forças Parlamentares.  A comunidade presbiteriana escocesa também foi prejudicada pelo regime do Interregno, já que a maioria deles havia tomado a Liga e Aliança Solene e lutado com os escoceses contra o Parlamento na Terceira Guerra Civil Inglesa (1649-1650). O comandante parlamentar na Irlanda de 1652 a 1655, Charles Fleetwood, era visto como hostil aos católicos, presbiterianos e aos colonos protestantes ingleses do pré-guerra, às custas dos novos colonos radicais. Henry Cromwell, que substituiu Fleetwood em 1655, era visto como uma influência mais conservadora, conciliando a classe proprietária de terras "Velhos Protestantes" e permitindo que a legislação mais severa contra os católicos (como a proibição de viverem nas cidades) decaisse. Perto do final do Interregno, os generais parlamentares Charles Coote e Richard Boyle (que também eram colonos ingleses do pré-guerra) tomaram as fortalezas na Irlanda em preparação para a restauração da monarquia.

## Citações e fontes

### Citações
1. ↑  McCourt 2004, p. 128: "He out-heroded Herod!"
2. ↑  Barnard 1975, p. 112: "... the Quakers in these years took hold in Ireland: a hold that proved tenacious and permanent."